# Colline fortifiée de Bilsk
La colline fortifiée de Bilsk (en ukrainien : Більське городище et en russe : Бельское городище) est un site archéologique situé dans le raïon de Poltava en Ukraine. C'est un ancien site scythe qui est inscrit au registre national des monuments immeubles d'Ukraine,.

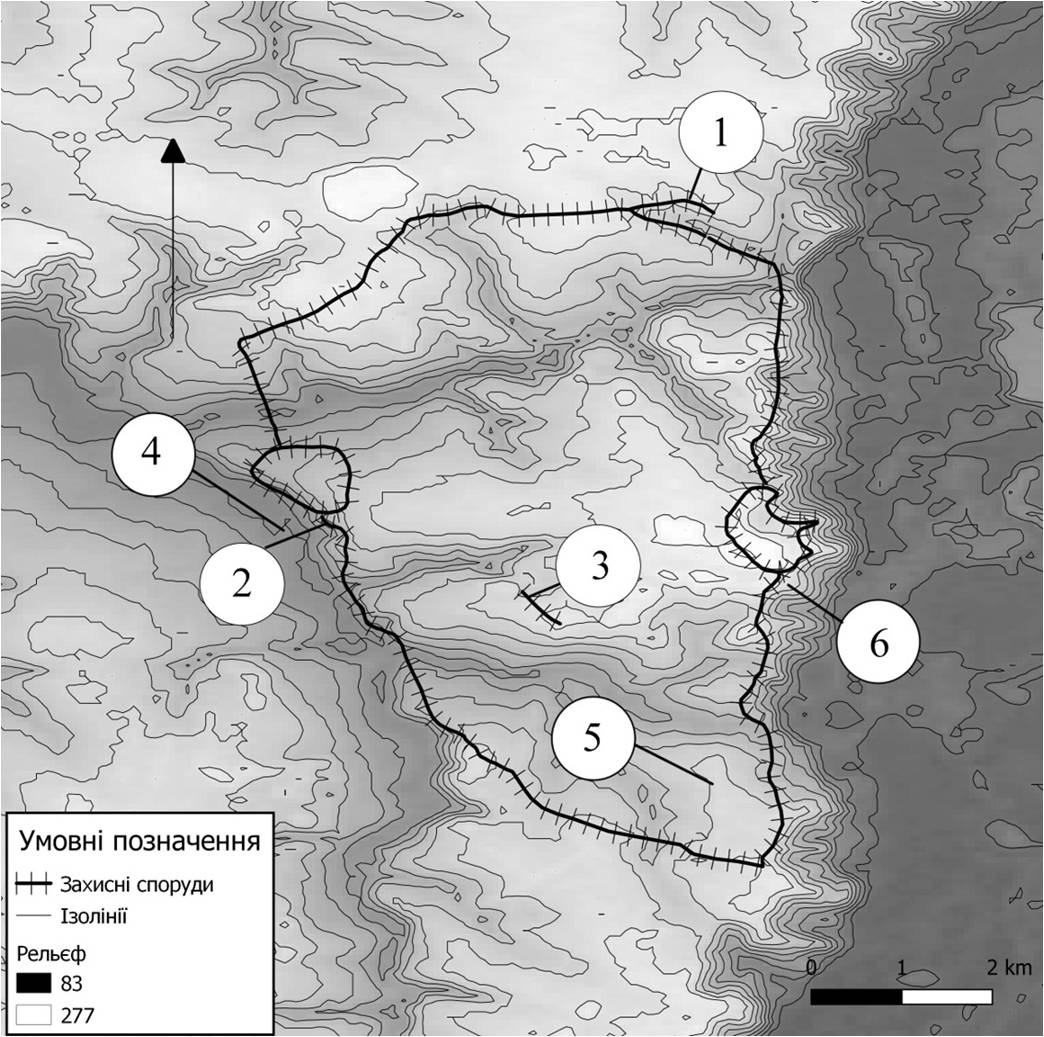
Emprise de l'habitat.

C'est un site du VIIIe siècle avant J-C sur une superficie de 4 400 hectares entre les rivières Vorskly et Sukha. Le site fortifié est assimilé au site de Gelon , situé sous le nom de Bilsk sur une carte du XVIe siècle. Le site a été fouillé par l'archéologue Boris Chramko.

## En images

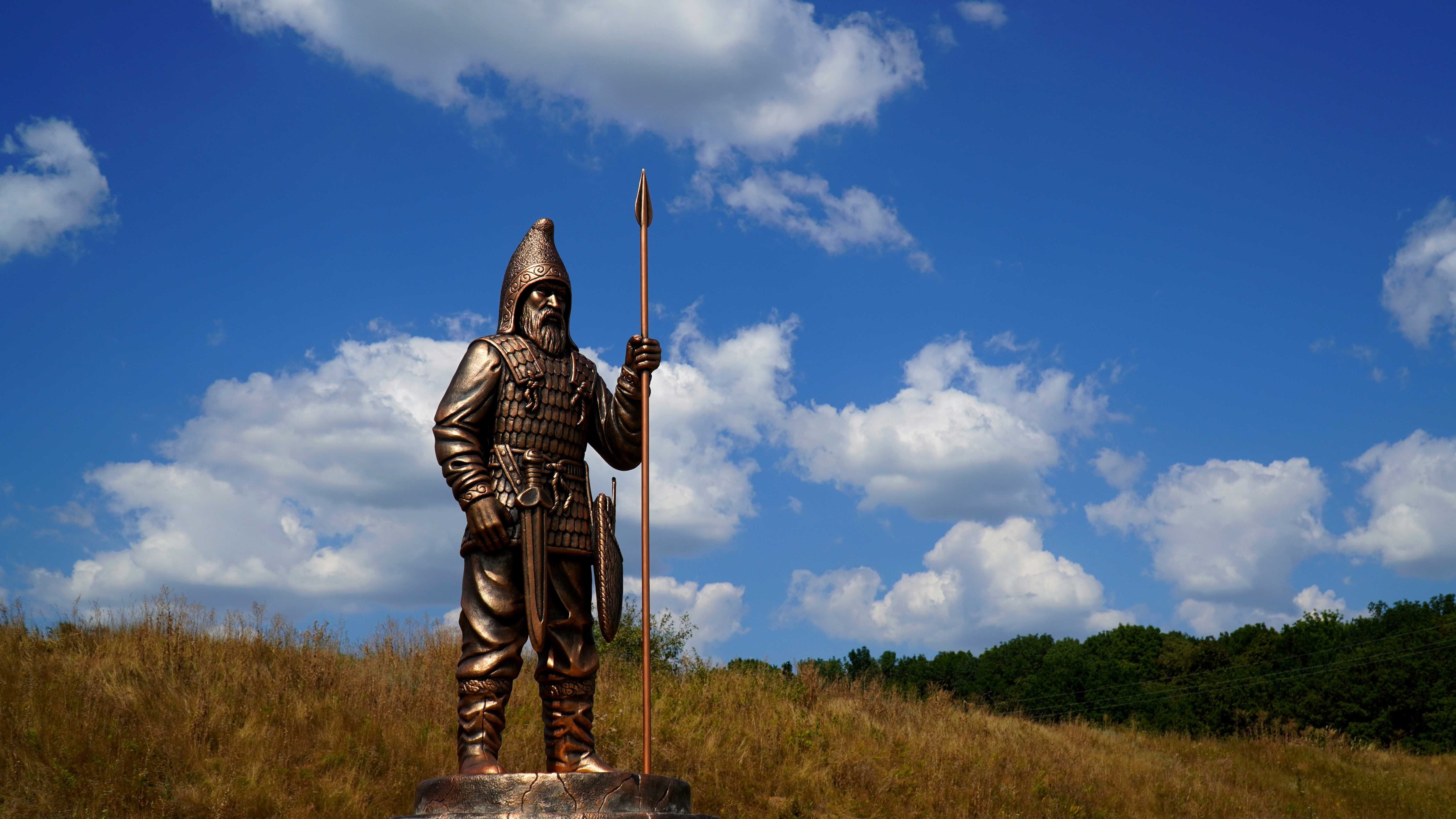
Statue de Scythe,
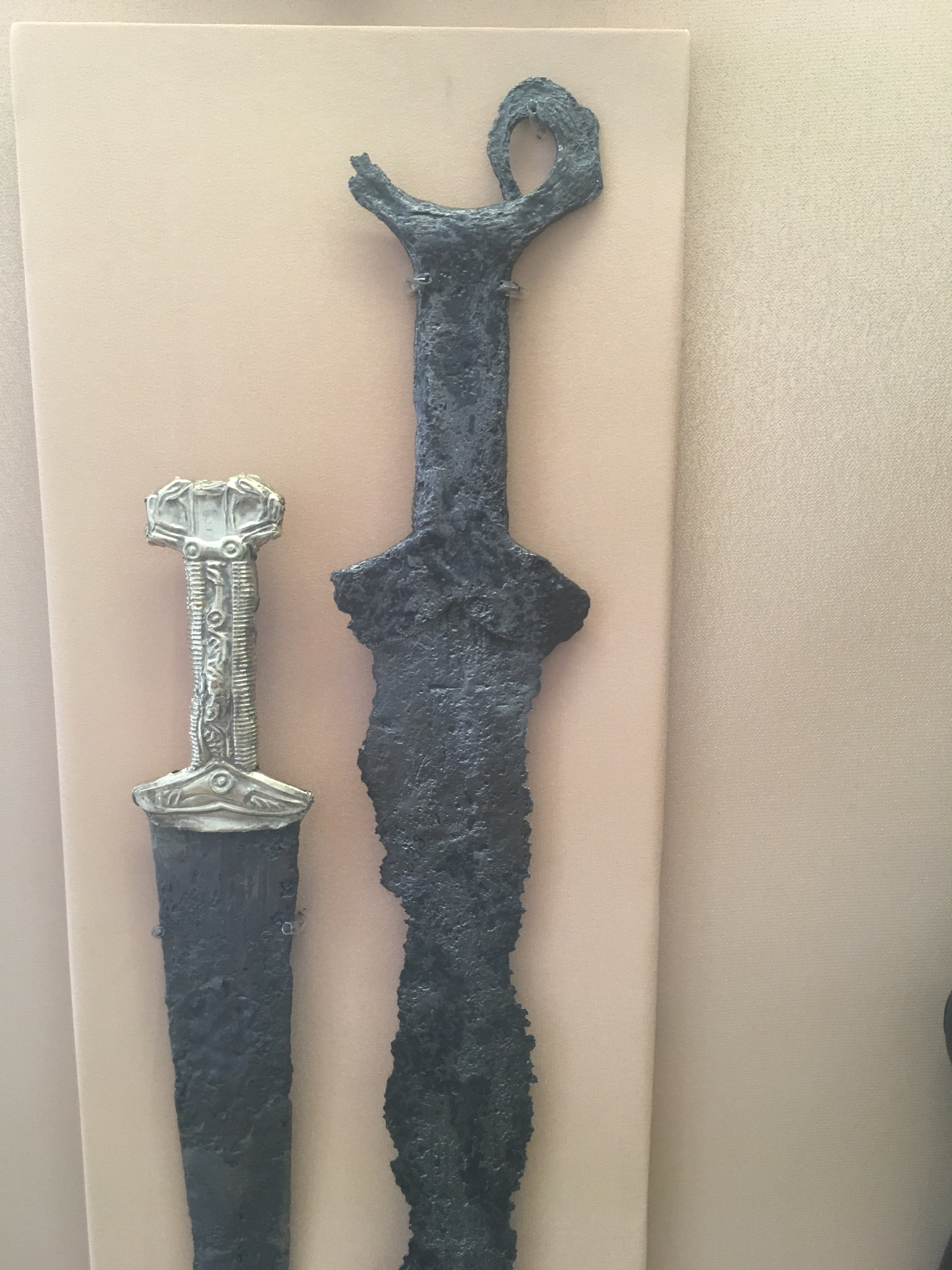
épées conservées au musée national de l'histoire de l'Ukraine à Kiev.
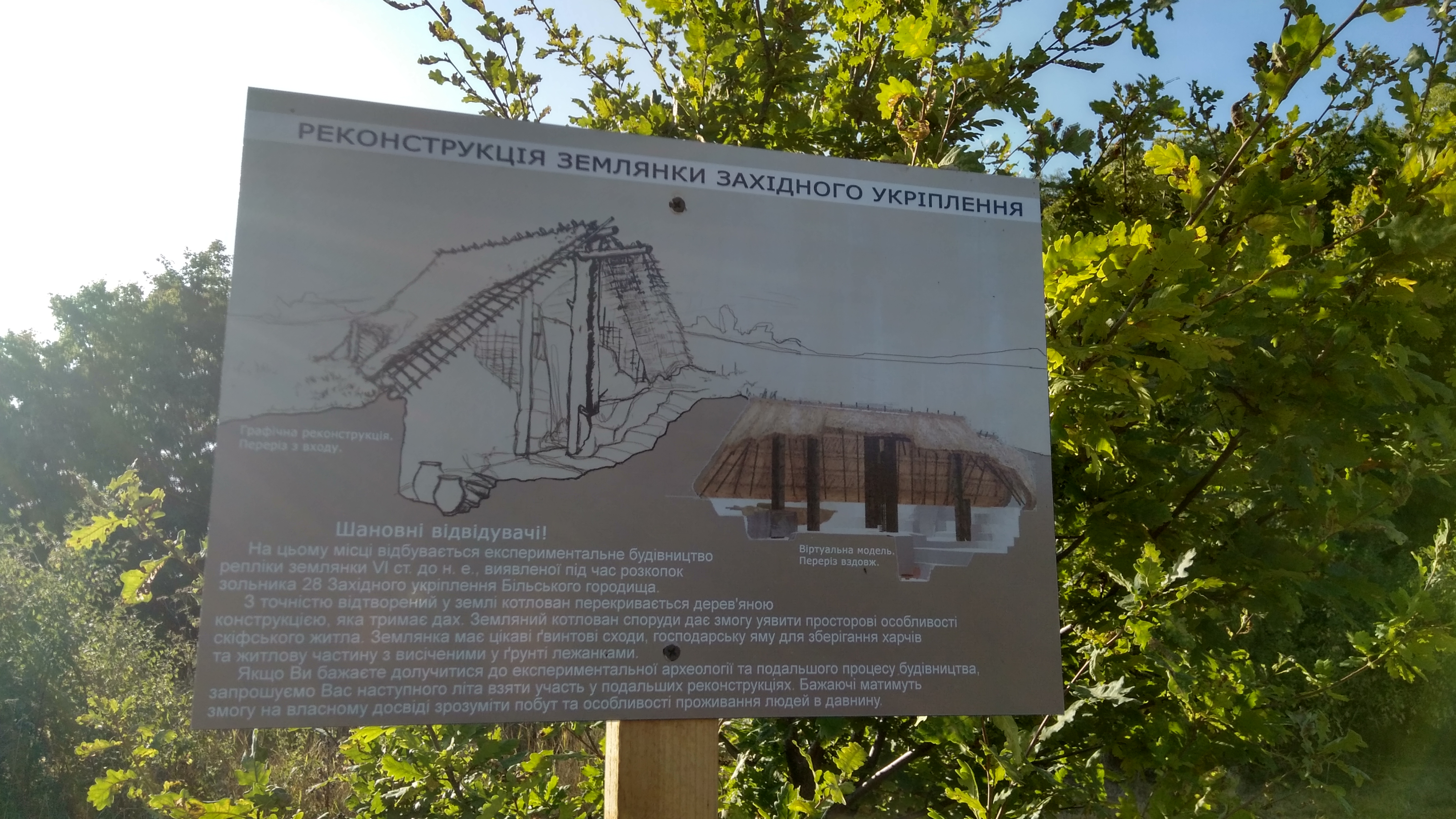
reconstitution,
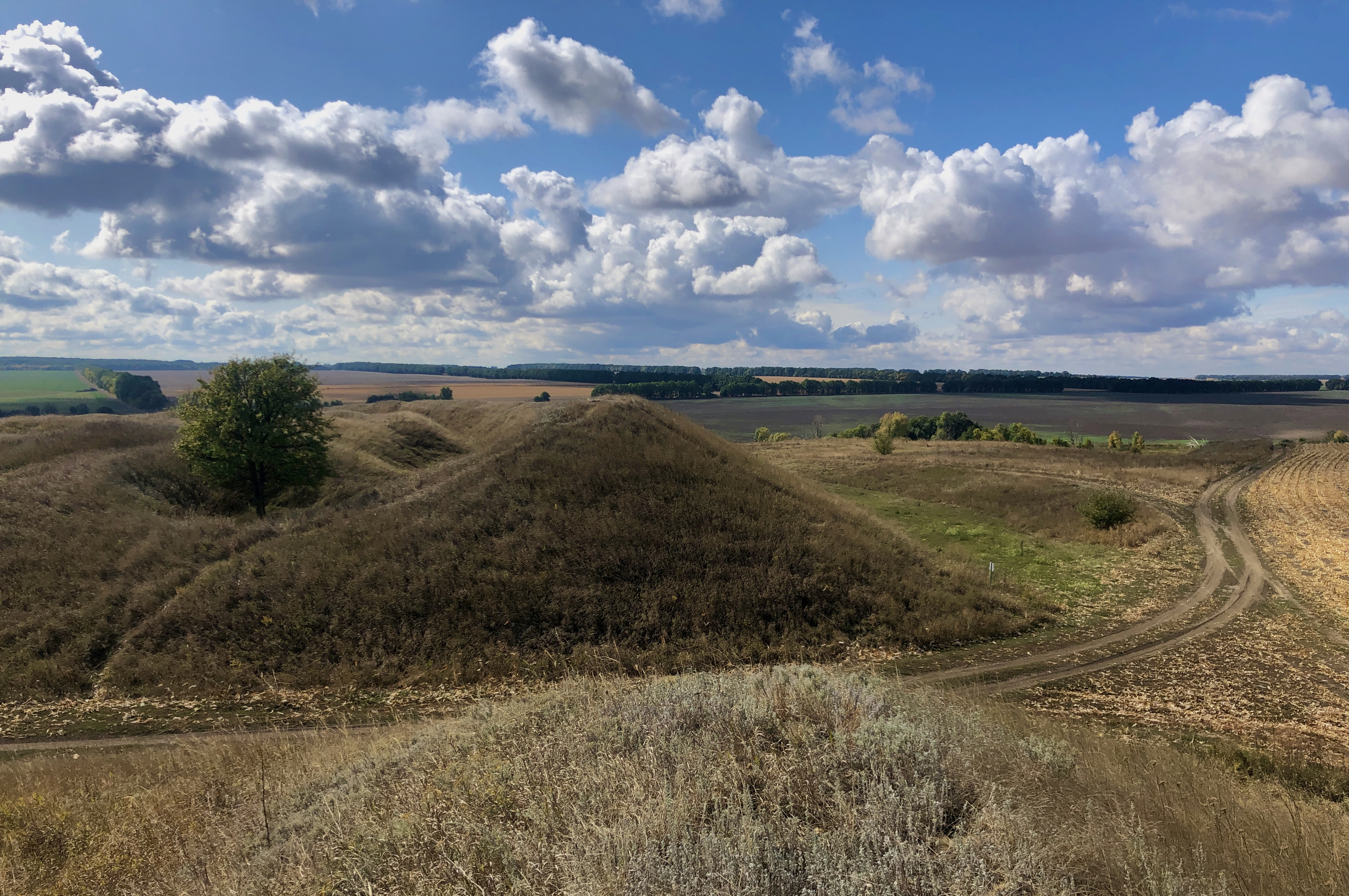
Vue d'ensemble.
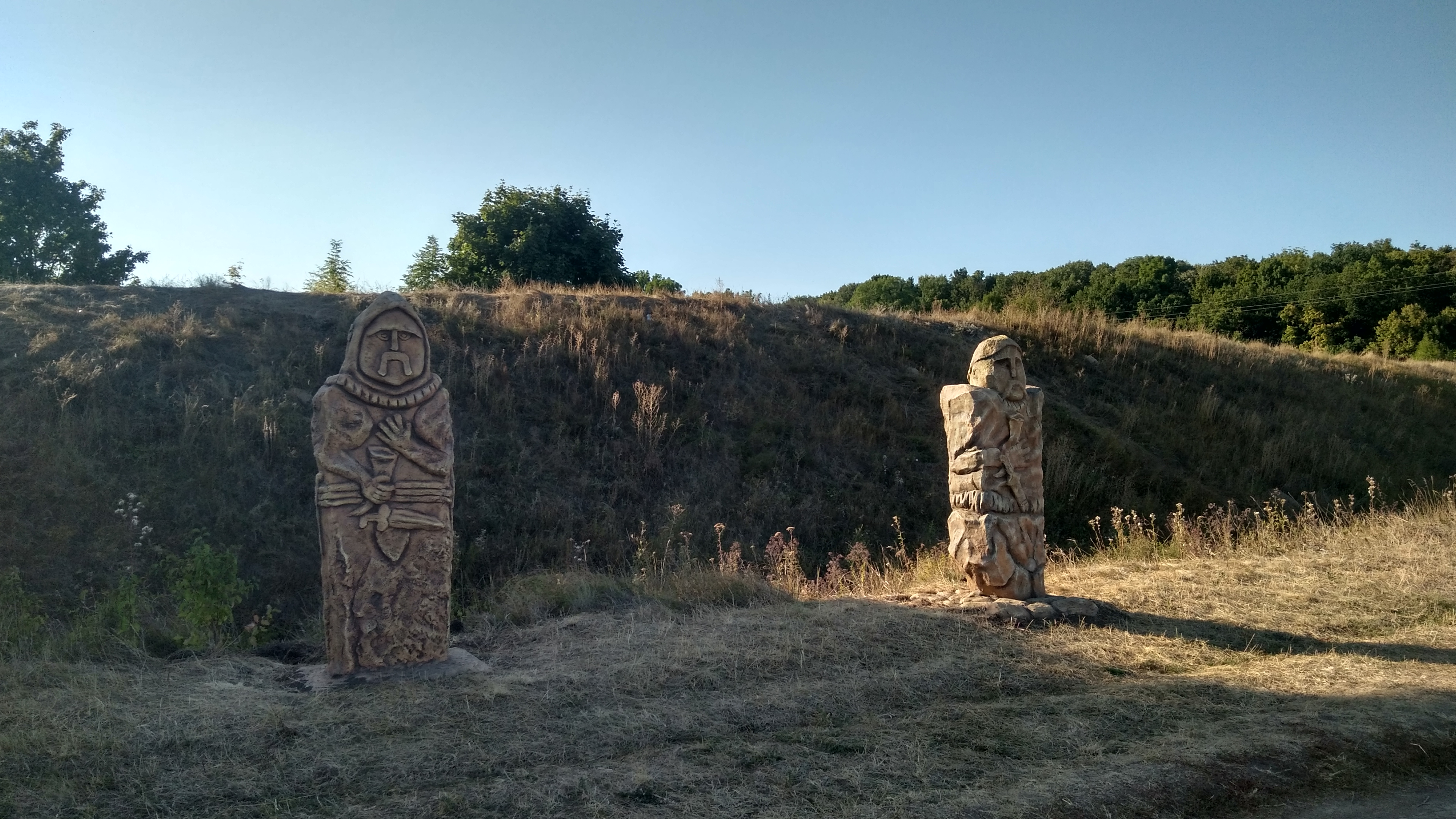
Deux monuments.
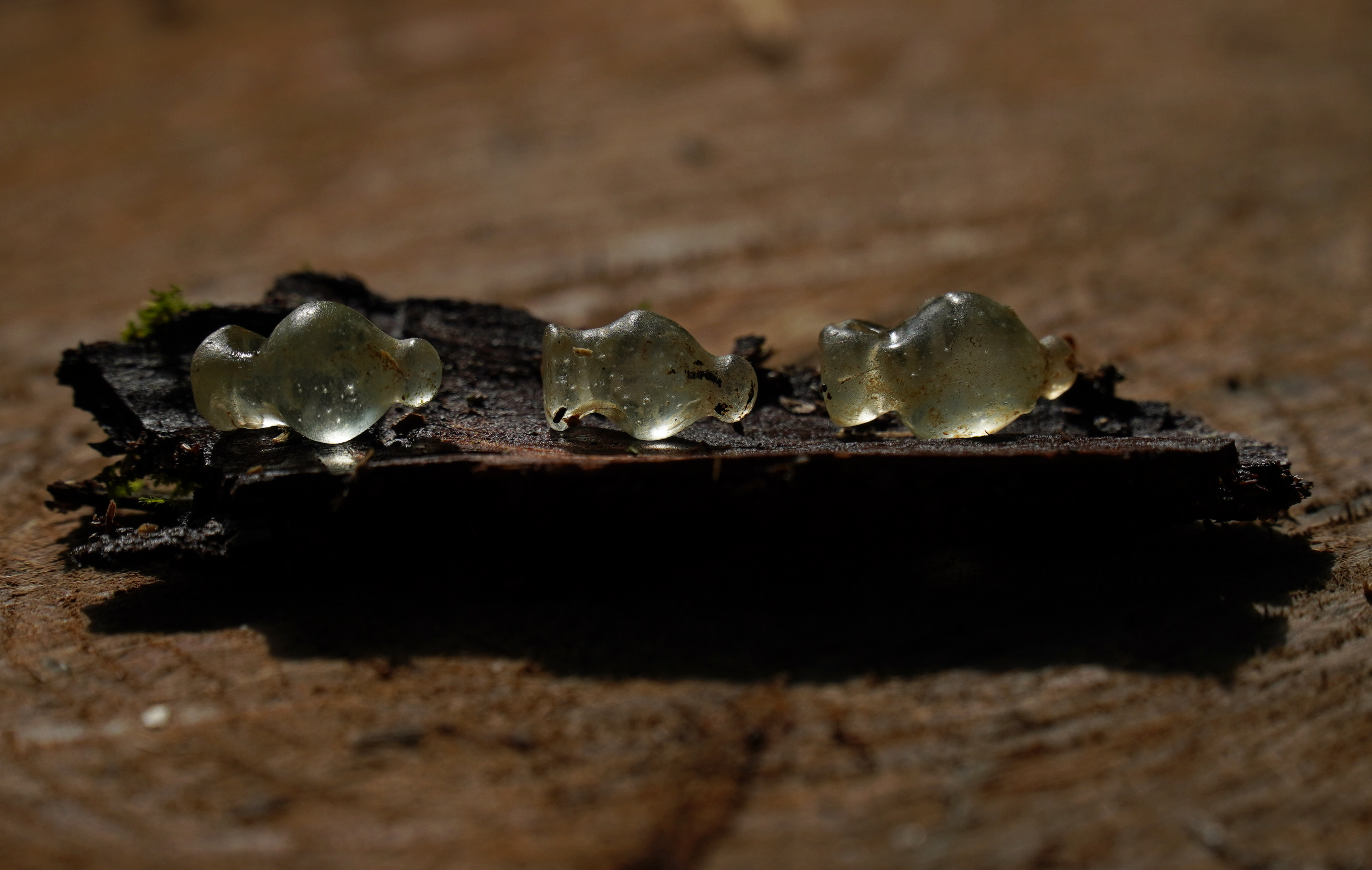
Pendentifs en forme d'amphores.
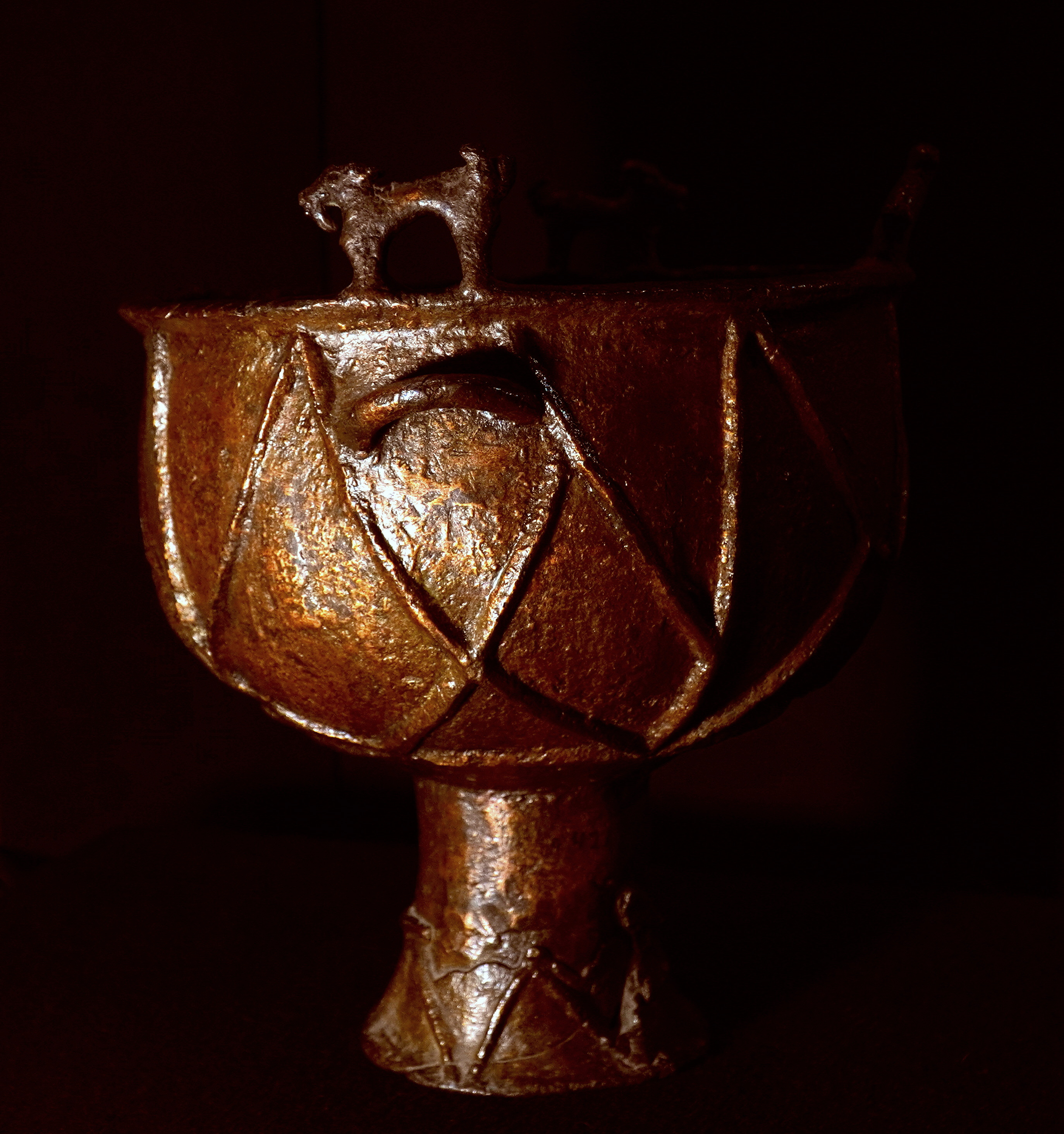
Chaudron en bronze.
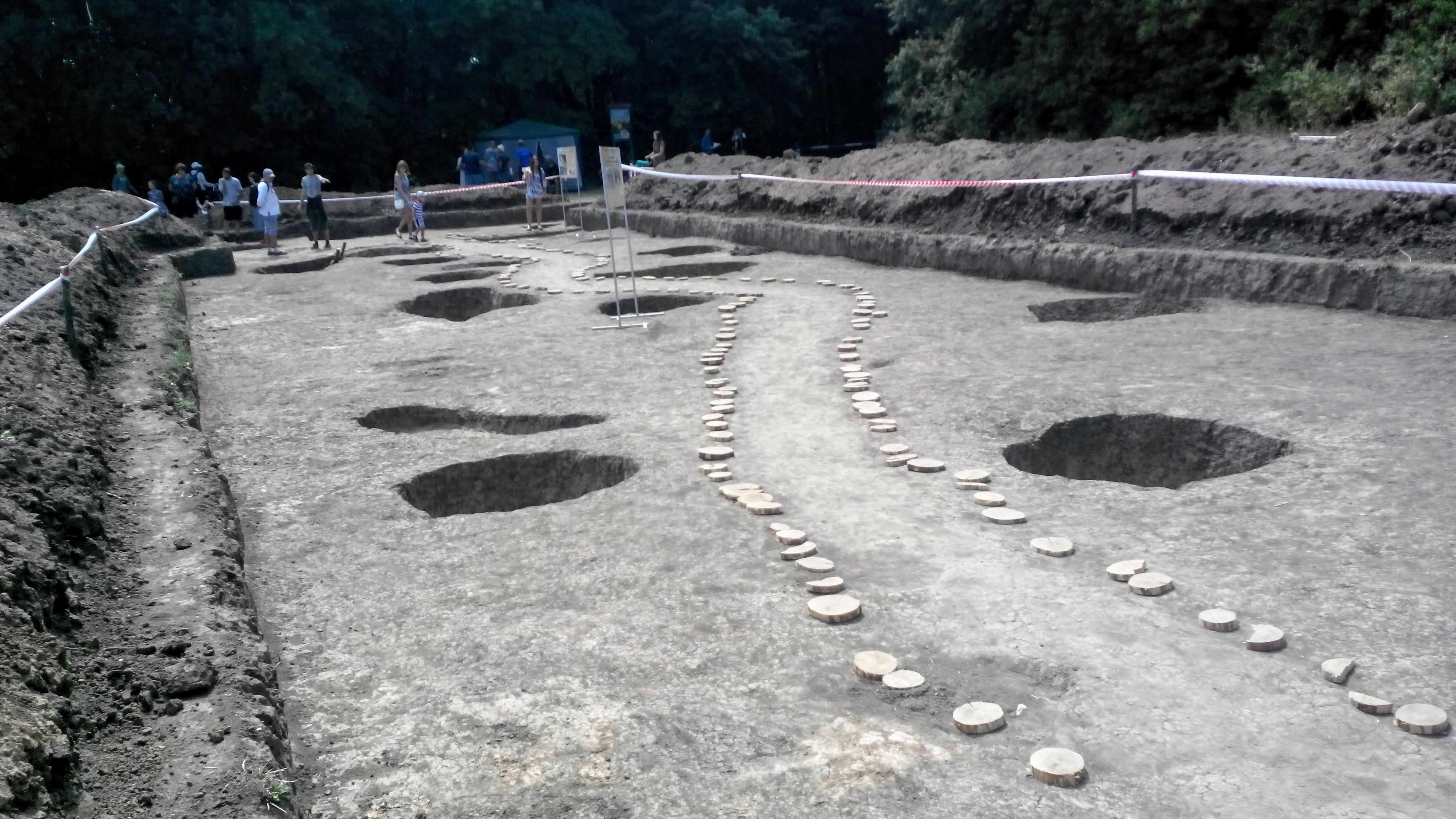
Fouilles archéologiques,
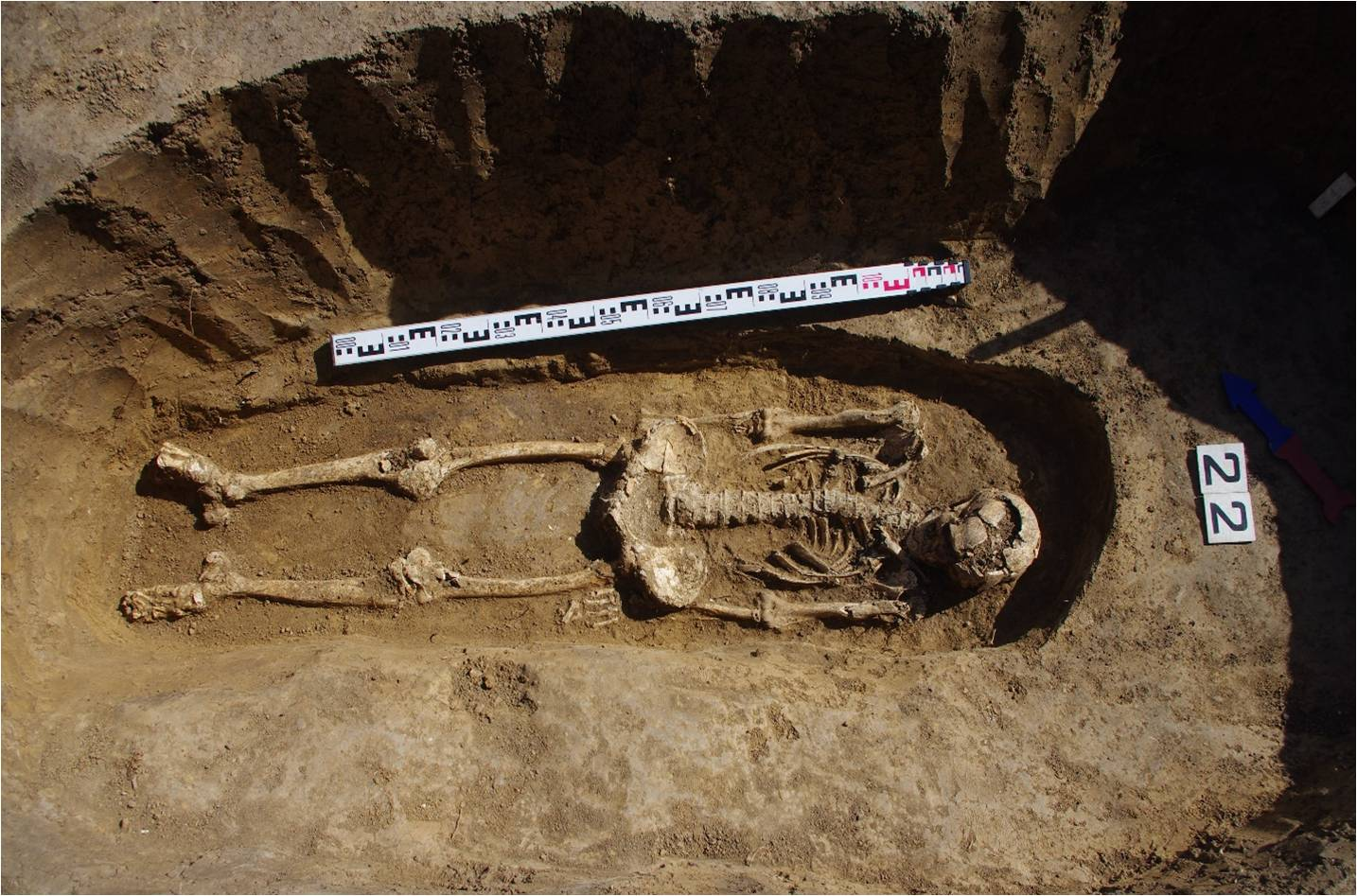
celles de décembre 2019.